# Presidencialismo del Brasil
El Presidencialismo es el sistema de gobierno oficial adoptado por la República Federativa de Brasil desde la promulgación de la Constitución de 1891 siendo oficializado en la Constitución de 1988 y confirmado por un referéndum en 1993.
Durante toda la historia contemporánea de Brasil el sistema presidencialista ha sido el predominante, salvo un corto periodo, de 1961 a 1963, durante el gobierno de João Goulart.

## Características
El presidente de Brasil ejerce el poder ejecutivo siendo elegido por un periodo de cuatro años con posibilidad de reelección. Por otro lado, el presidente es al mismo tiempo jefe de Estado y del Gobierno.